# Nokia Asha 200
Nokia Asha 200 är en Series 40-baserad mobiltelefon med fysisk QWERTY-knappsats från Nokia som annonserades hösten 2011.
Mobilen utmärker sig som en av få modeller som har två (2) SIM-kortplatser. I övrigt är modellen snarlik syskonmodellen Asha 201.